# Faro de Calais
El Faro de Calais (en francés: Phare de Calais) es un faro situado en la localidad de Calais, departamento de Paso de Calais, Francia. Construido entre 1845 y 1848, está declarado Monumento histórico de Francia, junto con otros faros de esa misma época, desde 2010.

## Historia
En 1845 se adjudicó la construcción de un faro de primer orden en Calais al arquitecto francés Léonce Reynaud, de acuerdo al plan de faros impulsado Élisabeth de Rossel y Augustin Fresnel en 1825. La construcción del mismo finalizó en 1848 año en que fue puesto en servicio, apagando el faro hasta entonces existente que llevaba en funcionamiento desde 1818, en lo alto de la Torre de Guet. Estaba equipado con una lente de Fresnel de primer orden, de 920 mm de distancia focal, estaba alimentado de aceite vegetal y emitía una luz blanca fija que luego fue cambiada a destellos largos en un ciclo de 4 minutos.
En 1875 se cambió la alimentación a aceite mineral. En 1879 se construyó el edificio anexo para servicio del faro y su personal.
En 1883 fue de los primeros faros franceses en ser electrificados, instalándose una lamparilla de arco en una nueva óptica de 100 mm de distancia focal pasando a tener una característica de 4 destellos en 15 segundos, que es la que sigue manteniendo en la actualidad.
Escapó de la destrucción durante la Segunda Guerra Mundial aunque resultó severamente dañado y no fue totalmente restaurado hasta 1948. En 1987 fue automatizado. En 1992 el fuste de la torre fue reforzado con anillos de hormigón situados entre las ventanas.

## Características
El faro consiste en una torre de sección octogonal de un diámetro interior inscrito de 3,70 m y una altura de 51 metros a la que se le debe añadir la de la linterna. Está construida en ladrillo blanco y la parte superior está adornada con pilastras de sillería, pintadas de color negro, que sujetan la balaustrada, pintada de blanco, y linterna, de negro. Anexa a la torre se encuentra un edificio de dos alturas también pintado de color blanco. 
Emite un grupo de cuatro destellos de luz blanca cada 15 segundos con un alcance nominal nocturno de 22 millas náuticas y limitada su visibilidad a un sector entre los 73° y 260°.